# The Wind (1986)
The Wind is een Amerikaanse horrorfilm uit 1986, geregisseerd door Nico Mastorakis.

## Verhaal
De romanschrijfster Sian Anderson reist naar het rustige Griekse eiland Monemvasia om een nieuw boek te schrijven. Als het avond is en de wind steeds harder waait vanuit zee wordt iedereen geadviseerd binnen te blijven. Tijdens het schrijven van haar roman wordt ze geconfronteerd met een moordlustige psychopaat die het ook op haar leven gemunt heeft.

## Rolverdeling
| Acteur         | Personage     |
| -------------- | ------------- |
| Meg Foster     | Sian Anderson |
| Wings Hauser   | Phil          |
| David McCallum | John          |
| Robert Morley  | Elias Appleby |

## Muziek
De filmmuziek werd gecomponeerd door Stanley Myers en Hans Zimmer.